# Loyiso Macdonald
Loyiso Macdonald né le 7 septembre 1986 est un acteur sud-africain. Il est connu pour ses rôles dans les séries populaires The Queen, 3 Way Junction et Happy Family.

## Biographie

### Enfance, Education
Loyiso Macdonald, est né le 7 septembre 1986 dans la région du Cap-Oriental, en Afrique du Sud. Il a étudié au lycée Pinetown Boys. Il a aussi étudié la parole et le théâtre à l'école de cinéma de Durban.

### Vie privée
Il s'est marié à la musicienne Luphiwo Mathunzi, sa partenaire de longue date, après six ans de relation. Il a fait la connaissance de Luphiwo lors de la représentation de la pièce de théâtre Othello produite par le Think Theatre de Johannesburg. Leur mariage a été célébré le 30 septembre 2012 au domicile de Luphiwo dans le Mpumalanga en une cérémonie traditionnelle. Le couple se serait séparé en 2017 mais la procédure de divorce n'a été entamée qu'en 2021.

### Carrière
Avant de devenir acteur, il a travaillé pour une banque et un centre d'appels de télécommunications. Mais ne trouvant aucune satisfaction dans son travail, il a démissionné en 2007. Il a ensuite été invité à jouer dans de nombreuses pièces de théâtre. Plus tard, il a rejoint l'émission The Queen de Mzansi Magic, qui est devenue très populaire et a fait sa promotion à la télévision sud-africaine,.
Il a étudié la parole et le théâtre à l'école de cinéma de Durban. Il a ensuite travaillé avec le théâtre de Durban pendant quatre ans. Puis il a déménagé à Johannesburg en 2011. Au Théâtre iZulu du Casino de Sibaya, il a joué plusieurs fois. Il a ensuite joué dans les pièces Kiss of the Spider Woman, Othello, Escape from Nombiland et Man Up a Tree. Par la suite, il a joué dans le feuilleton Isidingo en avril 2012 avec le rôle de soutien 'Ntando Sibeko'. Il a également joué dans les séries Intersexions, Zabalaza et Rockville.

## Filmographie

### Cinéma
2018 : 3 Way Junction : Barman

### Télévision
2015 : Isidingo : Ntando Sibeko
2017 : Happy Family : Théo Tshabalala
2016 - présent : The Queen : Kagiso Khoza
2019 : Chin Up! : Loyiso